# Actinodaphne hirsuta
Actinodaphne hirsuta är en lagerväxtart som beskrevs av Joseph Dalton Hooker. Actinodaphne hirsuta ingår i släktet Actinodaphne och familjen lagerväxter. Inga underarter finns listade i Catalogue of Life.